# Riemannova domneva
Riemannova domneva je v matematiki domneva, da imajo vse netrivialne ničle Riemannove funkcije ζ realni del enak 1/2. Predlagal jo je Bernhard Riemann leta 1859. Ime domneve je povezano tudi z nekaterimi drugimi zelo sorodnimi pojmi, kot na primer Riemannova domneva o krivuljah v končnih obsegih.
Riemannova domneva obsega rezultate o porazdelitvi praštevil. Skupaj z ustreznimi posplošitvami jo imajo nekateri matematiki za najpomembnejši nerešeni problem v čisti matematiki. Riemannova domneva je skupaj z Goldbachovo domnevo del Hilbertovega osmega problema na Hilbertovem seznamu 23-ih nerešenih problemov iz leta 1900. Kot edini problem s Hilbertovega seznama je uvrščena tudi med problemi tisočletne nagrade Clayjevega matematičnega inštituta.
Riemannova funkcija ζ(s) je funkcija, katere argument s je lahko poljubno kompleksno število različno od 1 in katere vrednosti so tudi kompleksne. Njene ničle se pojavljajo pri negativnih sodih celih številih – {\displaystyle \zeta (s)=0\,}, kadar je {\displaystyle s=-2n=-2,-4,-6,\ldots \,} Te ničle se imenujejo trivialne ničle. Odvod Riemannove funkcije ζ v trivialnih ničlah je dan analitično:
{\displaystyle {\frac {\mathrm {d} }{\mathrm {d} n}}\zeta (-2n)=(-1)^{n}{\frac {n(2n-1)!}{(2\pi )^{2n}}}\zeta (2n+1)\!\,,}
tako da se predznak odvoda izmenično spreminja. Vendar te ničle niso edine vrednosti za katere je vrednost funkcije ζ enaka nič. Druge ničle se imenujejo netrivialne ničle. Riemannova domneva zadeva lege teh netrivialnih ničel in pravi:
da je realni del vseh netrivialnih ničel Riemannove funkcije ζ enak ⁠1/2⁠ ({\displaystyle \sigma \equiv \Re (s)={\frac {1}{2}}\,}), oziroma enakovredno, {\displaystyle \zeta (s)\neq 0\,} za {\displaystyle \sigma >{\frac {1}{2}}\,}.
V novejšem času se k zgornji definiciji doda pogoj, da so netrivialne ničle enostavne, kar pomeni, da je v njih odvod različen od nič:
{\displaystyle {\frac {\mathrm {d} }{\mathrm {d} s}}\zeta (s)\neq 0\!\,.}
Če je domneva pravilna, tako vse netrivialne ničle ležijo na kritični premici, ki vsebuje kompleksna števila {\displaystyle s=\sigma +it\,}, kjer je t realno število, i pa imaginarna enota, in so enostavne. Zapis {\displaystyle s=\sigma +it\,} je standarden že od Riemannovega izvirnega članka. Sicer se rabijo tudi drugačni zapisi, na primer še posebej za netrivialne ničle {\displaystyle \rho =\beta +i\gamma \,}. Prve vrednosti t so:
| n  | {\displaystyle t_{n}\,} | OEIS    | {\displaystyle \lfloor t_{n}\rfloor \,} A013629 | {\displaystyle \lfloor t_{n}\rceil \,} A002410 | {\displaystyle \lceil t_{n}\rceil \,} A092783 | {\displaystyle \lfloor t_{n+1}-t_{n}\rfloor \,} A153595 | {\displaystyle \lfloor t_{n+1}-t_{n+1}\rceil \,} A161914 |
| -- | ----------------------- | ------- | ----------------------------------------------- | ---------------------------------------------- | --------------------------------------------- | ------------------------------------------------------- | -------------------------------------------------------- |
| 1  | 14,134725141734...      | A058303 | 14                                              | 14                                             | 15                                            | 14                                                      | 14                                                       |
| 2  | 21,022039638771...      | A065434 | 21                                              | 21                                             | 22                                            | 6                                                       | 7                                                        |
| 3  | 25,010857580145...      | A065452 | 25                                              | 25                                             | 26                                            | 3                                                       | 4                                                        |
| 4  | 30,424876125859...      | A065453 | 30                                              | 30                                             | 31                                            | 5                                                       | 5                                                        |
| 5  | 32,935061587739...      | A192492 | 32                                              | 33                                             | 33                                            | 2                                                       | 3                                                        |
| 6  | 37,586178158825...      | A305741 | 37                                              | 38                                             | 38                                            | 4                                                       | 5                                                        |
| 7  | 40,918719012147...      | A305742 | 40                                              | 41                                             | 41                                            | 3                                                       | 3                                                        |
| 8  | 43,327073280914...      | A305743 | 43                                              | 43                                             | 44                                            | 2                                                       | 2                                                        |
| 9  | 48,005150881167...      | A305744 | 48                                              | 48                                             | 49                                            | 4                                                       | 5                                                        |
| 10 | 49,773832477672...      | A306004 | 49                                              | 50                                             | 50                                            | 1                                                       | 2                                                        |

Iz prvih vrednosti je razvidno, da je {\displaystyle t_{n}>n\,}, vendar se pri n 9137 neenakost obrne, saj je:
{\displaystyle t_{9137}=9136,6792\ldots \,}
{\displaystyle t_{9136}=9136,1396\ldots \,}
Naslednja ničla je spet večja od n pri {\displaystyle t_{9138}\,}. Potem naprej vse do n 107 neenakost spet velja in se verjame, da velja naprej.
Riemannova funkcija ζ in njen logaritemski odvod sta povezana:
{\displaystyle {\frac {{\frac {\mathrm {d} }{\mathrm {d} s}}\zeta (s)}{\zeta (s)}}=-\sum _{n=1}^{\infty }{\frac {\Lambda (n)}{n^{s}}}\!\,,}
kjer je Λ von Mangoldtova funkcija.
Ničle se lahko zapišejo z zaporedjem:
{\displaystyle t_{n}=\Re (t_{n})+i\Im (t_{n}),\qquad (n\in \mathbb {N} =\{1,2,3,\ldots \})\!\,.}
Rademacher je dokazal, da če je Riemannova domneva pravilna, imaginarni deli tega zaporedja tvorijo enakomerno porazdeljeno zaporedje. Hlawka je pokazal kako se lahko Rademacherjev rezultat dokaže brez privzetka o pravilnosti Riemannove domneve. Rademacher-Hlawkov izrek pravi, da so za vsako realno število {\displaystyle t\neq 0\,} ulomljeni deli {\displaystyle f_{n}(t)\,} zaporedja:
{\displaystyle {\frac {1}{2\pi }}\Im (s_{n})\!\,}
enakomerno porazdeljeni v smislu, da za vsak podinterval {\displaystyle [a,b]\subseteq [0,1]\!\,} del točk {\displaystyle f_{0}(t),\ldots ,f_{N}(t)\,} iz podintervala težijo k {\displaystyle b-a\,}, ko gre {\displaystyle N\to \infty \,}.
O Riemannovi domnevi obstaja več netehničnih knjig, kot npr. avtorjev: Derbyshire, Rockmore, Sabbagh, du Sautoy. Knjige avtorjev: Edwards, Patterson,, Borwein idr., in Mazur; Stein podajajo matematični uvod, Titchmarsh, Ivić, in Karacuba; Voronin pa so naprednejše monografije.

## Riemannova funkcija ζ
Riemannova funkcija ζ je definirana za kompleksni s z realnim delom večjim od 1 z absolutno konvergentno neskončno vrsto:
{\displaystyle \zeta (s)=\sum _{n=1}^{\infty }{\frac {1}{n^{s}}}={\frac {1}{1^{s}}}+{\frac {1}{2^{s}}}+{\frac {1}{3^{s}}}+\cdots \!\,.}
Leonhard Euler je pokazal, da je ta vrsta enaka Eulerjevemu produktu:
{\displaystyle {\begin{aligned}\zeta (s)&=\prod _{p\in \mathbb {P} }{\frac {1}{1-{\frac {1}{p^{s}}}}}=\prod _{p\in \mathbb {P} }{\frac {1}{1-p^{-s}}}={\frac {1}{1-2^{-s}}}\cdot {\frac {1}{1-3^{-s}}}\cdot {\frac {1}{1-5^{-s}}}\cdot {\frac {1}{1-7^{-s}}}\cdots {\frac {1}{1-p^{-s}}}\cdots \\&=\left(1+{\frac {1}{2^{s}}}+{\frac {1}{2^{2s}}}+\cdots \right)\left(1+{\frac {1}{3^{s}}}+{\frac {1}{3^{2s}}}+\cdots \right)\cdots \left(1+{\frac {1}{p^{s}}}+{\frac {1}{p^{2s}}}+\cdots \right)\cdots \!\,,\end{aligned}}}
kjer neskončni produkt poteka po vseh praštevilih p in spet konvegira za kompleksni s z realnim delom večjim od 1. Konvergenca Eulerjevega produkta kaže, da funkcija ζ(s) nima ničel v tem območju, saj je vsak faktor brez ničel.
Riemannova domneva obravnava ničle zunaj območja konvergence te vrste, zato mora zanjo obstajati analitično nadaljevanje na vse kompleksne s. To se lahko doseže, da se jo razvije z Dirichletovo funkcijo η kot sledi. Če je realni del s večji od 1, za funkcijo ζ velja:
{\displaystyle \left(1-{\frac {2}{2^{s}}}\right)\zeta (s)=\sum _{n=1}^{\infty }{\frac {(-1)^{n+1}}{n^{s}}}={\frac {1}{1^{s}}}-{\frac {1}{2^{s}}}+{\frac {1}{3^{s}}}-\cdots \!\,.}
Vendar vrsta na desni konvergira ne samo, kadar je s večji od 1, ampak splošneje kadar ima s pozitivni realni del. Ta alternativna vrsta razširja funkcijo ζ iz območja Re(s) > 1 v večjo območje Re(s) > 0 in izključuje ničle {\displaystyle s=1+2\pi in/\ln(2)} funkcij {\displaystyle 1-2/2^{s}}. Tudi funkcija ζ se lahko razširi na te vrednosti z limitami, ki dajo končno vrednost za vse vrednosti s s pozitivnim realnim delom , razen za enostavni pol v s = 1.
V traku 0 < Re(s) < 1 za funkcijo ζ velja funkcijska enačba:
{\displaystyle \zeta (s)=2^{s}\pi ^{s-1}\ \sin \left({\frac {\pi s}{2}}\right)\ \Gamma (1-s)\ \zeta (1-s)\!\,,}
kjer je Γ funkcija Γ. Lahko se definira ζ(s) za vsa preostala kompleksna števila s, če se privzame, da ta enačba velja tudi zunaj traku in, da je funkcija ζ(s) enaka desni strani enačbe, kadar s nima pozitivnega realnega dela. Če je s negativno celo število, potem je ζ(s) = 0, ker se faktor sin(πs/2) poniči – to so trivialne ničle funkcije ζ. Vrednost ζ(0) = −1/2 ni določena s funkcijsko enačbo, ampak je limitna vrednost funkcije ζ(s), ko se s približuje ničli. Iz funkcijske enačbe tudi sledi, da funkcija ζ nima ničel z negativnim realnim delom razen trivialnih ničel, in tako vse netrivialne ničle ležijo na kritični premici, kjer ima s realni del med 0 in 1.

## Ozadje in zgodovina
»…es ist sehr wahrscheinlich, dass alle Wurzeln reell sind. Hiervon wäre allerdings ein strenger Beweis zu wünschen; ich habe indess die Aufsuchung desselben nach einigen flüchtigen vergeblichen Versuchen vorläufig bei Seite gelassen, da er für den nächsten Zweck meiner Untersuchung entbehrlich schien.«

»…zelo verjetno je, da so vse ničle realne. Seveda je želja imeti tukaj dokaz; sam sem do sedaj po nekaj bežnih neuspešnih poskusih začasno dal na stran iskanje zanj, ker je verjetno nebistven za naslednji cilj moje raziskave.«

Riemannova izjava Riemannove domneve iz članka. (Obravnaval je različico funkcije ζ, modificirano tako, da so njene ničle realne in ne ležijo na kritični premici.)
V svojem članku iz leta 1859 O številu praštevil, manjših od dane velikosti (Ueber die Anzahl der Primzahlen unter einer gegebenen Grösse) je Riemann našel eksplicitne formule za število praštevil π(x) manjše od danega števila x. Njegova formula je dana s pomočjo povezane funkcije:
{\displaystyle {\begin{aligned}\Pi (x)&=\pi (x)+{\tfrac {1}{2}}\pi (x^{\frac {1}{2}})+{\tfrac {1}{3}}\pi (x^{\frac {1}{3}})+{\tfrac {1}{4}}\pi (x^{\frac {1}{4}})\\&\ \ \ \ +{\tfrac {1}{5}}\pi (x^{\frac {1}{5}})+{\tfrac {1}{6}}\pi (x^{\frac {1}{6}})+\cdots \!\,,\end{aligned}}}
ki šteje praštevila in praštevilske potence do x, praštevilske potence pn kot 1/n praštevila. Število praštevil se lahko izvede iz te funkcije z:
{\displaystyle {\begin{aligned}\pi (x)&=\sum _{n=1}^{\infty }{\frac {\mu (n)}{n}}\Pi (x^{\frac {1}{n}})\\&=\Pi (x)-{\frac {1}{2}}\Pi (x^{\frac {1}{2}})-{\frac {1}{3}}\Pi (x^{\frac {1}{3}})-{\frac {1}{5}}\Pi (x^{\frac {1}{5}})+{\frac {1}{6}}\Pi (x^{\frac {1}{6}})-\cdots \!\,,\end{aligned}}}
kjer je μ Möbiusova funkcija. Riemannova formula je potem:
{\displaystyle \Pi _{0}(x)=\operatorname {Li} (x)-\sum _{t}\operatorname {Li} (x^{t})-\ln 2)+\int _{x}^{\infty }{\frac {\mathrm {d} t}{t(t^{2}-1)\ln t}}\!\,,}
kjer vsota poteka po netrivialnih ničlah funkcije ζ in kjer je Π0 malo modificirana različica Π, ki zamenja njegovo vrednost v točkah neveznosti s povprečjem njegove zgornje in spodnje limite:
{\displaystyle \Pi _{0}(x)=\lim _{\varepsilon \to 0}{\frac {\Pi (x-\varepsilon )+\Pi (x+\varepsilon )}{2}}\!\,.}
Vsota Riemannove formule ni absolutno konvergenta, lahko pa se izračuna z ničlami t po velikosti absolutne vrednosti njihovega imaginarnega dela. Funkcija Li, ki se pojavlja v prvem členu, je funkcija (ordinatnega) logaritemskega integrala, ki je dan s Cauchyjevo glavno vrednostjo divergentnega integrala:
{\displaystyle \operatorname {Li} (x)=\int _{0}^{x}{\frac {\mathrm {d} t}{\ln t}}\!\,.}
Člene funkcije Li(xρ), ki vsebujejo ničle funkcije ζ, je treba previdno definirati, ker ima funkcija Li vejišči v 0 in 1, in so definirani (za x > 1) z analitičnim nadaljevanjem kompleksne spremenljivke ρ v območju Re(ρ) > 0, kar pomeni, da jih je treba obravnavati kot Ei(ρ ln x). Tudi drugi členi odgovarjajo ničlam: prevladujoči člen funkcije Li(x) izhaja iz pola v s = 1, če se ga obravnava kot ničla multiplikativnosti −1, preostali manjši členi pa izhajajo iz trivialnih ničel. Za nekatere grafe vsot prvih členov te vrste glej Riesel; Göhl ali Zagier.
Ta formula pravi, da ničle Riemannove funkcije ζ nadzorujejo nihanja praštevil okrog njihovih »pričakovanih« leg. Riemann je vedel, da so netrivialne ničle funkcije ζ simetrično porazdeljene okrog premice s = 1/2 + it, prav tako je vedel, da morajo vse njene netrivialne ničle ležati v območju 0 ≤ Re(s) ≤ 1. Preveril je, da nekatere ničle ležijo na kritični premici z realnim delom enakim 1/2 in predlagal, da vse ležijo tam, kar je tudi domneva sama.

## Posledice Riemannove domneve
Praktična raba Riemannove domneve vključuje več predlogov, ki veljajo, če je Riemannova domneva pravilna, in tiste, ki naj bi bili njej enakovredni.

### Porazdelitev praštevil
Riemannova eksplicitna formula za število praštevil, manjših od danega števila, s členi vsote prek vseh ničel Riemannove funkcije ζ pravi, da velikost nihanj praštevil okrog njihovih pričakovanih leg nadzorujejo realni deli ničel funkcije ζ. Še posebej je člen napake v praštevilskem izreku tesno povezan z legami ničel. Na primer supremum realnih delov ničel je infimum takšnih števil β, da je napaka O(xβ).
Von Koch je leta 1901 dokazal, da Riemannova domneva nakazuje »najbolj možno« mejo napake za praštevilski izrek.
Točna različica von Kochovega rezultata po  Schoenfeld (1976) pravi, da Riemannova domneva nakazuje:
{\displaystyle |\pi (x)-\operatorname {Li} (x)|<{\frac {1}{8\pi }}{\sqrt {x}}\log(x),\qquad (x\geq 2657)\!\,.}
Schoenfeld je leta 1976 tudi pokazal, da Riemannova domneva nakazuje:
{\displaystyle |\psi (x)-x|<{\frac {1}{8\pi }}{\sqrt {x}}\log ^{2}(x),\qquad (x\geq 73,2)\!\,,}
kjer je  ψ(x) druga funkcija Čebišova.

### Rast aritmetičnih funkcij
Riemannova domneva nakazuje močne meje rasti mnogo drugih aritmetičnih funkcij poleg funkcije števila praštevil.
En zgled je Möbiusova funkcija μ. Izjava, da enačba:
{\displaystyle {\frac {1}{\zeta (s)}}=\sum _{n=1}^{\infty }{\frac {\mu (n)}{n^{s}}}\!\,}
velja za vsak s z realnim delom večjim od 1/2, kjer vsota na desni konvergira, je enakovredna Riemannovi domnevi. Od tod se lahko zaključi tudi, da, če je Mertensova funkcija definirana kot:
{\displaystyle M(x)=\sum _{n\leq x}\mu (n)\!\,,}
potem je trditev, da:
{\displaystyle M(x)={\mathcal {O}}(x^{{\frac {1}{2}}+\varepsilon })\!\,}
za vsak pozitiven ε, enakovredna Riemannovi domnevi. Determinanta Redhefferjeve matrike reda n je enaka M(n), tako da se lahko Riemannova domneva izrazi kot pogoj za rast teh determinant. Riemannova domneva da precej ozko mejo rasti M, ker sta Odlyzko in te Riele leta 1985 dokazala nepravilnost malo močnejše Mertensove domneve:
{\displaystyle |M(x)|\leq {\sqrt {x}}\!\,.}
Riemannova domneva je enakovredna mnogim drugim domnevam o stopnji rasti drugih aritmetičnih funkcij poleg Möbiusove funkcije μ(n). Tipični zgled je Robinov izrek, ki pravi, da, če je σ(n) funkcija vsote deliteljev, podana z:
{\displaystyle \sigma (n)=\sum _{d\mid n}d\!\,,}
potem velja:
{\displaystyle \sigma (n)<e^{\gamma }n\log \log n,\qquad (n\geq 5040)\!\,,}
če in samo če je Riemannova domneva pravilna. Tu je γ Euler-Mascheronijeva konstanta.
Drug primer je našel Jérôme Franel in ga razširil Landau. Riemannova domneva je enakovredna več izjavam, ki kažejo, da so členi Fareyjevega zaporedja regularni. Ena takšna ekvivalenca je: če je Fn Fareyjevo zaporedje reda n in se začne z 1/n in konča z 1/1, potem je trditev, da za vse ε > 0:
{\displaystyle \sum _{i=1}^{m}|F_{n}(i)-{\tfrac {i}{m}}|={\mathcal {O}}(n^{{\frac {1}{2}}+\varepsilon })\!\,}
enakovredna Riemannovi domnevi. Tukaj je:
{\displaystyle m=\sum _{i=1}^{n}\phi (i)\!\,}
število členov v Fareyjevem zaporedju reda n.
Za zgled iz teorije grup, če je g(n) Landauova funkcija podana z največjim redom elementov simetrične grupe Sn stopnje n, potem je Riemannova domneva enakovredna meji:
{\displaystyle \log g(n)<{\sqrt {\operatorname {Li} ^{-1}(n)}}\!\,}
za vse dovolj velike n.

### Lindelöfova domneva in rast funkcije ζ
Riemannova domneva ima tudi več šibkejših posledic. Ena je Lindelöfova domneva o stopnji rasti funkcije ζ na kritični premici iz leta 1908, ki pravi, da za vsak {\displaystyle \varepsilon >0\,} velja:
{\displaystyle \zeta \left({\frac {1}{2}}+it\right)={\mathcal {O}}(t^{\varepsilon })\!\,,}
ko gre {\displaystyle t\to \infty \,}.
Iz Riemannove domneve izhajajo tudi precej ostre meje za stopnjo rasti funkcije ζ v drugih območjih kritičnega traku. Na primer:
{\displaystyle e^{\gamma }\leq \limsup _{t\rightarrow +\infty }{\frac {|\zeta (1+it)|}{\log \log t}}\leq 2e^{\gamma }\!\,}
{\displaystyle {\frac {6}{\pi ^{2}}}e^{\gamma }\leq \limsup _{t\rightarrow +\infty }{\frac {1/|\zeta (1+it)|}{\log \log t}}\leq {\frac {12}{\pi ^{2}}}e^{\gamma }\!\,,}
tako da bi bila stopnja rasti ζ(1+it) in njenega inverza znana vse do faktorja 2.

### Domneva velikih praštevilskih vrzeli
Po praštevilskem izreku je povprečno vrzel med praštevilom {\displaystyle p_{n}\,} in naslednjim praštevilom {\displaystyle p_{n+1}\,} enaka:
{\displaystyle g_{n}=p_{n+1}-p_{n}=\log p\!\,.}
Nekatere vrzeli pa so lahko veliko večje od povprečja. Cramér je dokazal, da je ob privzetku pravilnosti Riemannove domneve vsaka vrzel enaka:
{\displaystyle g_{n}={\mathcal {O}}({\sqrt {p}}\log p)\!\,.}
To je primer, v katerem je tudi najboljša meja, ki se jo lahko dokaže s pravilnostjo Riemannove domneve, veliko šibkejša od tistega, kar se zdi resnično: Cramérjeva domneva pravi, da je vsaka vrzel med zaporednima prašteviloma enaka:
{\displaystyle g_{n}={\mathcal {O}}((\log p_{n})^{2})\!\,,}
ki je sicer večja od povprečne vrzeli, vendar veliko manjša od meje, ki sledi iz Riemannove domneve. Numerični računi podpirajo Cramérjevo domnevo.

### Kriteriji enakovredni Riemannovi domnevi
Obstaja več kot sto izjav, ki so enakovredne Riemannovi domnevi, vendar do sedaj nobena ni vodila k napredku pri njenem dokazovanju (ali ovržbi). Sledijo nekateri tipični zgledi. Drugi vključujejo funkcijo števila deliteljev σ(n).
Rieszov kriterij je podal Marcel Riesz leta 1916. Meja:
{\displaystyle -\sum _{k=1}^{\infty }{\frac {(-x)^{k}}{(k-1)!\zeta (2k)}}={\mathcal {O}}\left(x^{{\frac {1}{4}}+\varepsilon }\right)\!\,}
velja za vse {\displaystyle \varepsilon >0\,}, če in samo če je Riemannova domneva pravilna.
Nyman je leta 1950 dokazal, da je Riemannova domneva pravilna, če in samo če je prostor funkcij oblike:
{\displaystyle f(x)=\sum _{\nu =1}^{n}c_{\nu }\rho \left({\frac {\theta _{\nu }}{x}}\right)\!\,,}
kjer je ρ(z) ulomljeni del z, 0 ≤ θν ≤ 1, in je:
{\displaystyle \sum _{\nu =1}^{n}c_{\nu }\theta _{\nu }=0\!\,,}
gosta v Hilbertovem prostoru L2(0,1) kvadratnointegrabilnih funkcij v enotskem intervalu. Beurling je leta 1955 to razširil in pokazal, da funkcija ζ nima ničel z realnim delom večjim od 1/p, če in samo če je ta funkcijski prostor gost v Lp(0,1).
Weilov kriterij je izjava, da je pozitivnost določene funkcije enakovredna Riemannovi domnevi. Bombieri in Lagarias sta pokazala, da sorodni Li-Keiperjev kriterij sledi iz Weilovega kriterija za posplošeno Riemannovo domnevo. Li-Keiperjev kriterij je izjava o pozitivnosti določenega zaporedja števil, ki je enakovredna Riemannovi domnevi. Vse vrednosti členov zaporedja λn > 0 za vse pozitivne n. Števila  {\displaystyle \lambda _{n}\,}, imenovana Li-Keiperjeve konstante ali Keiper-Lijevi koeficienti, se lahko izrazijo z netrivialnimi ničlami Riemannove funkcije ζ:
{\displaystyle P_{n}(\gamma _{0},\ldots ,\gamma _{n-1})=\lambda _{n}=\sum _{\rho }\left[1-\left(1-{\frac {1}{\rho }}\right)^{n}\right]\!\,,}
kjer vsota poteka po ρ, netrivialnih ničlah Riemannove funkcije ζ po vrsti {\displaystyle |\Im (\rho )|}, {\displaystyle P_{n}\,} pa je polinom končno mnogo Steiltjesovih konstant. To pogojno konvergentno vsoto je treba razumeti v smislu, ki se po navadi rabi v teoriji števil, tako da velja limita:
{\displaystyle \sum _{\rho }=\lim _{N\to \infty }\sum _{|\Im (\rho )|\leq N}\rho \!\,.}
Speiser je leta 1934 dokazal, da je Riemannova domneva enakovredna izjavi, da odvod funkcije ζ(s):
{\displaystyle {\frac {\mathrm {d} }{\mathrm {d} s}}\zeta (s)\!\,}
nima ničel v traku:
{\displaystyle 0<\Re (s)<{\frac {1}{2}}\!\,.}
Da ima funkcija ζ le enostavne ničle na kritični premici, je enakovredno dejstvu, da njen odvod nima ničel na kritični premici.

#### Integralski kriteriji
Salem je leta 1953 pokazal, da je Riemannova domneva pravilna, če in samo če integralska enačba:
{\displaystyle \int _{0}^{\infty }{\frac {z^{-\sigma -1}\phi (z)\,\mathrm {d} z}{{e^{x/z}}+1}}=0\!\,}
nima netrivialnih omejenih rešitev {\displaystyle \phi \,} za {\displaystyle 1/2<\sigma \,<1}.
Volčkov je leta 1995 podal ekvivalent Riemannove domneve v obliki eksaktnega integrala:
{\displaystyle \int _{0}^{\infty }{\frac {1-12t^{2}}{(1+4t^{2})^{3}}}\,\mathrm {d} t\int _{\frac {1}{2}}^{\infty }\ln |\zeta (\sigma +it)|\,\mathrm {d} \sigma ={\frac {\pi (3-\gamma )}{32}}\!\,,}
kjer je {\displaystyle \gamma \,} Euler-Mascheronijeva konstanta. Od tedaj so odkrili več enakovrednih formulacij Riemannove domneve z integrali logaritmov funkcije ζ. Posebna primera sta naslednja kriterija:
- Balazard-Saias-Yorov kriterij: Riemannova domneva je enakovredna integralu:

{\displaystyle \int _{-\infty }^{\infty }{\frac {\ln |\zeta ({\frac {1}{2}}+it)|}{{\frac {1}{4}}+t^{2}}}\,\mathrm {d} t=0\!\,.}
- kriterij Volčkova: Riemannova domneva je enakovredna integralu:

{\displaystyle \int _{0}^{\infty }{\frac {2t\arg |\zeta ({\frac {1}{2}}+it)|}{({\frac {1}{4}}+t^{2})^{2}}}\,\mathrm {d} t=\pi (\gamma -3)\!\,.}

#### Elementarni kriteriji
Leta 1915 je Ramanudžan s privzetkom o pravilnosti Riemannove domneve dokazal, da velja (Robinova neenakost):
{\displaystyle \sigma (n)<e^{\gamma }n\log \log n\!\,}
za dovolj velike n. Leta 1984 je Robin dokazal, da neenakost velja za vse n ≥ 5041, če je Riemannova domneva pravilna (Robinov izrek). Največje znano število, za katerega neenakost ne velja, je n = 5040. Če je Riemannova domneva pravilna, ne obstaja večja izjema. Če je Riemannova domneva nepravilna, je Robin pokazal, da obstaja neskončno mnogo vrednosti n, za katera neenakost ne velja. Znano je, da mora biti najmanjše takšno število n ≥ 5041 superobilno število. Neenakost velja za velika liha in s kvadratom nedeljiva cela števila, Riemannova domneva pa je enakovredna neenakosti le za n deljive s peto potenco praštevila.
Lagarias je leta 2000 podal podoben elementarni kriterij. Riemannova domneva je enakovredna neenakostim:
{\displaystyle \sigma (n)\equiv \sum _{d|n}d\leq H_{n}+e^{H_{n}}\log H_{n},\qquad (n>0)\!\,,}
kjer je {\displaystyle H_{n}\,} n-to harmonično število:
{\displaystyle H_{n}=\sum _{k=1}^{n}{\frac {1}{k}}\!\,,}
{\displaystyle \sigma (n)\,} pa je funkcija vsote vseh deliteljev n. Enakost velja le za n = 1.
Robin je tudi brezpogojno dokazal, da velja neenakost:
{\displaystyle \ \sigma (n)<e^{\gamma }n\log \log n+{\frac {0,6483\ n}{\log \log n}},\qquad (n\geq 3)\!\,,}
Lagarias pa je dal še malo manjšo oceno:
{\displaystyle H_{n}+e^{H_{n}}\log H_{n}\leq e^{\gamma }n\log \log n+{\frac {7n}{\log n}},\qquad (n\geq 20)\!\,.}

### Posledice posplošene Riemannove domneve
Več uporab rabi posplošeno Riemannovo domnevo za Dirichletovo L-vrsto ali funkcije ζ številskih obsegov namesto samo Riemannove domneve. Več osnovnih značilnosti Riemannove funkcije ζ se lahko preprosto posploši na vse Dirichletove L-vrste, tako da je smiselno, da bo metoda, ki dokaže Riemannovo domnevo za Riemannovo funkcijo ζ, delovala tudi za posplošeno Riemannovo domnevo za Dirichletove L-funkcije. Več rezultatom, ki so bili dokazani s pomočjo posplošene Riemannove domneve, so kasneje dali dokaze brez nje, čeprav so bili po navadi veliko težji. Več posledic na naslednjem seznamu je vzetih iz Conradovega dela.
- Grönwall je leta 1913 pokazal, da posplošena Riemannova domneva nakazuje, da je Gaussov seznam imaginarnih kvadratnih številskih obsegov z razrednim številom 1 poln, čeprav so Baker, Stark in Heegner kasneje podali brezpogojne dokaze za to brez posplošene Riemannove domneve.
- Hardy in Littlewood sta leta 1917 pokazala, da iz posplošene Riemannove domneve izhaja domneva Čebišova:

{\displaystyle \lim _{x\to 1^{-}}\sum _{p>2}(-1)^{(p+1)/2}x^{p}=+\infty \!\,,}
ki pravi, da so v nekem smislu praštevila 3 mod 4 običajnejša od praštevil 1 mod 4.
- Hardy in Littlewood sta leta 1923 pokazala, da iz posplošene Riemannove domneve izhaja šibka oblika Goldbachove domneve za liha števila: da je vsako dovolj veliko liho število vsota treh praštevil. Vinogradov pa je leta 1937 za to podal brezpogojni dokaz. Deshouillers, Effinger, te Riele in Zinovjev so leta 1997 pokazali, da iz posplošene Riemannove domneve izhaja, da je vsako liho število večje od 5 vsota treh praštevil.
- Čovla je leta 1934 pokazal, da iz posplošene Riemannove domneve izhaja, da je prvo praštevilo v aritmetičnem zaporedju a mod m je vsaj Km2log(m)2 za neko določeno konstanto K.
- Hooley je leta 1967 pokazal, da iz posplošene Riemannove domneve izhaja Artinova domneva o primitivnih korenih.
- Weinberger je leta 1973 pokazal, da obstaja vsaj še eno idonejsko število in, da iz posplošene Riemannove domneve izhaja, da je Eulerjev in Gaussov seznam 65-ih idonejskih števil poln.
- Weinberger[49] je leta 1973 pokazal, da iz posplošene Riemannove domneve za funkcije ζ  vseh obsegov argebrskih števil izhaja, da je vsak obseg z razrednim številom 1 ali evklidski ali imaginarni kvadratni številski obseg diskriminant −19, −43, −67 ali −163.
- Miller je leta 1976 pokazal, da iz posplošene Riemannove domneve izhaja, da se lahko iz testa praštevilskosti v polinomskem času preskusi ali je število praštevilo s pomočjo Miller-Rabinovega testa. Agraval, Kajal in Saksena so leta 2002 dokazali ta rezultat brezpogojno s pomočjo testa praštevilskosti AKS.
- Odlyzko[50] je leta 1990 obravnaval, kako se lahko posplošeno Riemannovo domnevo uporabi za ostrejše ocene diskriminant in razrednega števila številskih obsegov.
- Ono in Soundararajan[51] sta leta 1997 pokazala, da iz posplošene Riemannove domneve izhaja, da obstaja točno 18 lihih celih števil, ki niso oblike Ramanudžanove integralske kvadratne forme x2 +y2 + 10z2: 3, 7, 21, 31, 33, 43, 67, 79, 87, 133, 217, 219, 223, 253, 307, 391, 679, 2719.

### Izključena tretja možnost
Nekatere posledice Riemannove domneve so tudi posledice njene negacije, in so zato izreki. V svoji razpravi o izrekih Hecheja, Deuringa, Mordella in Heilbronna Ireland in Rosen pravita:
»Tukaj je metoda dokaza resnično neverjetna. Če je posplošena Riemannova domneva pravilna, potem je izrek pravilen. Če je posplošena Riemannova domneva nepravilna, potem je izrek pravilen. Zato je izrek pravilen!!«     (klicaja sta v izvirniku)
Treba je biti previden pri razumevanju kaj je mišljeno, da je posplošena Riemannova domneva nepravilna: treba je točno navesti kateri razred Dirichletovih vrst ima protiprimer.

#### Littlewoodov izrek
Izrek obravnava predznak napake v praštevilskem izreku. Izračunali so, da je funkcija števila praštevil π(x) < Li(x) za vse x ≤ 1023. Ni znana nobena vrednost x, za katero bi veljalo π(x) > Li(x).
Littlewood je leta 1914 dokazal, da obstajajo poljubno velike vrednosti x za katere velja:
{\displaystyle \pi (x)>\operatorname {Li} (x)+{\frac {1}{3}}{\frac {\sqrt {x}}{\log x}}\log \log \log x\!\,,}
in, da obstajajo poljubno velike vrednosti x za katere velja:
{\displaystyle \pi (x)<\operatorname {Li} (x)-{\frac {1}{3}}{\frac {\sqrt {x}}{\log x}}\log \log \log x\!\,.}
Tako razlika med funkcijama π(x) − Li(x) spremeni predznak neskončno mnogokrat. Ogromno Skewesovo število je ocena vrednosti x, ki bi odgovarjala prvi spremembi predznaka.
Littlewoodov dokaz je razdeljen na dva primera: v prvem Riemannova domneva velja za nepravilno (približno pol strani v Inghamovem delu), v drugem pa naj bi bila pravilna (več ducatov strani).

#### Gaussova domneva o razrednem številu
To je domneva (prvič navedena v članku 303 Gaussovega dela Disquisitiones Arithmeticae), da obstaja le končno število imaginarnih kvadratnih obsegov z danim razrednim številom. Ena pot dokaza bi bila, da se pokaže, da, ko gre diskriminanta D → −∞, gre razredno število h(D) →  ∞.
Naslednji niz izrekov, ki vsebujejo Riemannovo domnevo, je opisan v delu Irelanda in Rosena:
Izrek (Hecke; 1918). Naj bo D < 0 diskriminanta imaginarnega kvadratnega številskega obsega K. Privzame se posplošena Riemannova domneva za L-funkcije vseh imaginarnih kvadratnih Dirichletovih karakterjev. Potem obstaja takšna konstanta C, da velja:
{\displaystyle h(D)>C{\frac {\sqrt {|D|}}{\log |D|}}\!\,.}
Izrek (Deuring; 1933). Če je Riemannova domneva nepravilna, potem je h(D) > 1, če je |D| dovolj velika.
Izrek (Mordell; 1934). Če je Riemannova domneva nepravilna, potem gre h(D) → ∞, ko gre D → −∞.
Izrek (Heilbronn; 1934). Če je posplošena Riemannova domneva nepravilna za L-funkcijo kakšnega imaginarnega kvadratnega Dirichletovega karakterja, potem gre h(D) → ∞, ko gre D → −∞.

Siegel je leta 1935 podal močnejši rezultat brez kakršnekoli rabe Riemannove ali posplošene Riemannove domneve.

#### Rast Eulerjeve funkcije φ
Nicolas je leta 1983 dokazal, da velja:
{\displaystyle \varphi (n)<e^{-\gamma }{\frac {n}{\log \log n}}\!\,}
za neskončno mnogo n, kjer je φ(n) Eulerjeva funkcija φ.
Ribenboim je pripomnil, da:
»je metoda dokaza zanimiva v smislu, da neenakost velja pod privzetkom pravilnosti Riemannove domneve, in drugič pod nasprotnim privzetkom.«

## Posplošitve in analogoni Riemannove domneve

### Dirichletova L-vrsta in drugi obsegi
Riemannova domneva se lahko posploši z zamenjavo Riemannove funkcije ζ s formalno podobnimi, vendar veliko splošnejšimi globalnimi L-funkcijami. V tem širšem pogledu se pričakuje, da imajo netrivialne ničle globalnih L-funkcij realni del enak 1/2. Te domneve namesto klasične Riemannove domneve le za Riemannovo funkcijo ζ kažejo resnično pomembnost Riemannove domneve v matematiki.
Posplošena Riemannova domneva razširi Riemannovo domnevo na vse Dirichletove L-funkcije. Iz nje še posebej izhaja, da Sieglove ničle (ničle L-funkcij med 1/2 in 1) ne obstajajo.
Razširjena Riemannova domenva razširi Riemannovo domnevo za vse Dedekindove funkcije ζ obsegov algebrskih števil. Razširjena Riemannova domneva za abelovsko razširitev racionalnih števil je enakovredna posplošeni Riemannovi domnevi. Tudi Riemannovo domnevo se lahko razširi na L-funkcije Heckejevih karakterjev obsegov.
Velika Riemannova domneva razširi Riemannovo domnevo na vse avtomorfne funkcije ζ, kot so Mellinove transformacije Heckejevih lastnih form.

### Funkcijski obsegi in funkcije ζ varietet končnih obsegov
Artin je leta 1924 vpeljal globalne funkcije ζ (kvadratnih) funkcijskih obsegov in zanje postavil analogon Riemannove domneve. Dokazal ga je Hasse za primer roda 1, v splošnem pa Weil leta 1948. Dejstvo, da je absolutna vrednost Gaussove vsote kvadratnega karakterja končnega obsega velikosti q (kjer je q lih) enaka:
{\displaystyle {\sqrt {q}}\!\,,}
je dejansko vrsta Riemannove domneve v okvirju funkcijskega obsega. To je vodilo Weila, da je leta 1949 domneval podobno izjavo za vse algebrske varietete; Weilove domneve je dokazal Deligne leta 1974 in 1980.

### Aritmetična funkcija ζ aritmetičnih shem in njihoviL-faktorji
Aritmetične funkcije ζ posplošijo Riemannovo in Dedekindove funkcije ζ kakor tudi funkcije ζ varietet čez končne obsege na vsako aritmetično shemo ali shemo končnega tipa čez cela števila. Aritmetična funkcija ζ regularno povezane enakorazsežne aritmetične sheme s Kroneckerjevo razsežnostjo n se lahko faktorizira v produkt ustrezno definiranih L-faktorjev in pomožnega faktorja. Če se privzame funkcijska enačba in meromorfno nadaljevanje, posplošena Riemannova domneva za L-faktor pravi, da njegove ničle znotraj kritičnega traku {\displaystyle \Re (s)\in (0,n)} ležijo na osrednji premici. Ustrezno temu posplošena Riemannova domneva za aritmetično funkcijo ζ regularno povezane enakorazsežne aritmetične sheme pravi, da njene ničle znotraj kritičnega traku ležijo na navpičnih premicah {\displaystyle \Re (s)=1/2,3/2,\dots ,n-1/2} in njeni poli znotraj kritičnega traku na navpičnih premicah {\displaystyle \Re (s)=1,2,\dots ,n-1}. To je znano za sheme v pozitivni karakteristiki in izhaja iz Deligneovega rezultata,, vendar ostaja popolnoma neznano za ničelno karakteristiko.

### Selbergove funkcije ζ
Selberg je leta 1956 vpeljal Selbergovo funkcijo ζ Riemannove ploskve. Te so podobne Riemannovi funkciji ζ: imajo funkcijsko enačbo in neskončni produkt podoben Eulerjevemu produktu, vendar ta poteka čez sklenjene geodetke in ne čez praštevila. Selbergova sledna formula je analogon za te funkcije eksplicitnih formul v teoriji praštevil. Selberg je dokazal, da za Selbergovo funkcijo ζ velja analogon Riemannove domneve, z imaginarnimi deli njihovih ničel, ki so povezane z lastnimi vrednostmi Laplaceovega operatorja Riemannove ploskve.

### Iharove funkcije ζ
Iharova funkcija ζ končnega grafa je analogon Selbergove funkcije ζ, ki jo je prvič uvedel Ihara v kontekstu diskretnih podgrup p-adične specialne linearne grupe dva krat dva. Regularni končni graf je Ramanudžanov graf, matematični model učinkovitih komunikacijskih mrež, če in samo če za Iharovo funkcijo ζ velja analogon Riemannove domneve, kot je pokazal Sunada.

### Montgomeryjeva domneva o parni korelaciji
Montgomery je leta 1973 predlagal domnevo o parni korelaciji, da je lahko korelacijska funkcija (ustrezno normaliziranih) ničel funkcije ζ enaka kot tiste lastnih vrednosti slučajne hermitske matrike. Odlyzko je leta 1987 pokazal, da to podpirajo numerični izračuni velikega obsega teh korelacijskih funkcij.
Montgomery je (s privzetkom Riemannove domneve) pokazal, da je vsaj 2/3 od vseh ničel enostavnih. Povezana domneva je, da so vse ničle funkcije ζ enostavne (oziroma bolj splošno nimajo netrivialnih celoštevilskih linearnih relacij med svojimi imaginarnimi deli). Dedekindove funkcje ζ obsegov algebrskih števil, ki posplošijo Riemannovo funkcijo ζ, imajo običajno mnogokratne kompleksne ničle. To je zato, ker se Dedekindove funkcije ζ faktorizirajo kot produkt potenc Artinovih L-funkcij, tako da Artinove L-funkcije včasih dajo mnogokratne ničle Dedekindovih funkcij ζ. Drug primer funkcij ζ z mnogokratnimi ničlami so L-funkcije kakšnih eliptičnih krivulj: te imajo lahko mnogokratne ničle v realni točki svoje kritične premice; Birch-Swinnerton-Dyerjeva domneva predvideva, da je multiplikativnost te ničle rang eliptične krivulje.

### Druge funkcije ζ
Obstaja več drugih primerov funkcij ζ z analogoni Riemannove domneve, od katerih so nekateri že dokazani. Gossove funkcije ζ funkcijskih obsegov imajo Riemannovo domnevo, ki jo je dokazal Sheats leta 1998. Glavna domneva Ivasavove teorije, ki sta jo dokazala Mazur in Wiles za ciklotomske obsege, in Wiles za totalno realne obsege, istoveti ničle p-adične L-funkcije z lastnimi vrednostmi operatorja, zato se jo lahko obravnava kot analogon Hilbert-Pólyeve domneve za p-adične L-funkcije.

## Poskusi dokaza Riemannove domneve
Več matematikov je reševalo Riemannovo domnevo, vendar nobenega njihovega poskusa še niso sprejeli za pravilno rešitev. Watkins navaja nekatere nepravilne rešitve, več pa jih pogosto najavijo.

### Teorija operatorjev
Hilbert in Pólya sta predlagala eno pot za rešitev Riemannove domneve, kjer bi se našel sebiadjungirani operator, iz katerega obstoja bi izhajala izjava o realnih delih funkcije ζ(s), če bi se uporabil kriterij na realne lastne vrednosti. Ena podpora te zamisli izhaja iz več analogonov Riemannove funkcije ζ, katere ničle odgovarjajo lastnim vrednostim kakšnega operatorja: ničle funkcije ζ varietete čez končni obseg odgovarjajo lastnim vrednostim Frobeniusovega elementa na grupi kohomologije étale, ničle Selbergove funkcije ζ so lastne vrednosti Laplaceovega operatoraja Riemannove ploskve, ničle p-adične funkcije ζ pa odgovarjajo lastnim vrednostim Galoisove akcije na grupah idealnih razredov.
Odlyzko je leta 1987 pokazal, da porazdelitev ničel Riemannove funkcije ζ deli nekatere statistične značilnosti z lastnimi vrednostmi slučajnih matrik, izvedenih iz gaussovskega enotskega ansambla. To da nekaj podpore Hilbert-Pólyevi domnevi.
Berry in Keating sta leta 1999 domnevala, da obstaja neka neznana kvantizacija {\displaystyle {\hat {H}}\,} klasične Hamiltonove funkcije H = xp, da velja:
{\displaystyle \zeta (1/2+i{\hat {H}})=0\!\,}
in še močneje, da ničle Riemannove funkcije ζ sovpadajo s spektrom operatorja {\displaystyle 1/2+i{\hat {H}}\,}. To je v nasprotju s kanonično kvantizacijo, kar vodi do Heisenbergovega načela nedoločenosti {\displaystyle [x,p]=1/2\,} in naravnim številom kot spektru kvantnega harmoničnega oscilatorja. Odločilna točka je, da mora biti Hamiltonova funkcija sebiadjungirani operator, da bo kvantizacija uresničitev Hilbert-Pólyevega programa. V povezavi s tem kvantnomehanskim problemom sta Berry in Connes predlagala, da je inverz potenciala Hamiltonove funkcije povezan s polodvodom funkcije:
{\displaystyle N(s)={\frac {1}{\pi }}\operatorname {Arg} \xi (1/2+i{\sqrt {s}})\!\,,}
potem v Berry-Connesovem pristopu velja:
{\displaystyle V^{-1}(x)={\sqrt {4\pi }}{\frac {\mathrm {d} ^{1/2}N(x)}{\mathrm {d} x^{1/2}}}\!\,.}
To vodi do Hamiltonove funkcije, katere lastne vrednosti so kvadrat imaginarnega dela ničel Riemannove funkcije ζ in tudi funkcijska determinanta tega Hamiltonovega operatorja je samo Riemanova funkcija ξ. Dejansko bo Riemannova funkcija ξ sorazmerna s funkcijsko determinanto (Hadamardov produkt):
{\displaystyle \det(H+1/4+s(s-1))\!\,,}
kakor so dokazali Connes in drugi, v tem pristopu velja:
{\displaystyle {\frac {\xi (s)}{\xi (0)}}={\frac {\det(H+s(s-1)+1/4)}{\det(H+1/4)}}\!\,.}
Analogija z Riemannovo domnevo čez končne obsege nakazuje, da bi Hilbertov prostor, ki vsebuje lastne vektorje odgovarjajoče ničlam, lahko bil neke vrste prva kohomološka grupa spektra Spec(Z) celih števil. Deninger je leta 1998 opisal nekatere poskuse iskanja takšne teorije kohomologije.
Zagier je leta 1981 skonstruiral naravni prostor invariantnih funkcij na zgornji polravnini, ki ima lastne vrednosti pod Laplaceovim operatorjem, ki odgovarjajo ničlam Riemannove funkcije ζ. Pripomnil je, da bi se z malo verjetnostjo lahko pokazal obstoj ustreznega pozitivno definitnega notranjega produkta na tem prostoru, od koder bi izhajala Riemannova domneva. Cartier je leta 1982 obravnaval povezan soroden primer, kjer je zaradi nenavadnega hrošča računalniški program navedel ničle Riemannove funkcije ζ kot lastne vrednosti istega Laplaceovega operatorja.
Schumayer in Hutchinson sta leta 2011 podala pregled poskusov konstrukcije ustreznega fizikalnega modela povezanega z Riemannovo funkcijo ζ.

### Lee-Yangov izrek
Lee-Yangov izrek pravi, da vse ničle določenih particijskih funkcij v statistični mehaniki ležijo na »kritični premici« z realnim delom enakim 0. To je vodilo do razglabljanja o povezavi z Riemannovo domnevo.

### Turánov rezulat
Turán je leta 1948 pokazal, da če funkcije:
{\displaystyle \sum _{n=1}^{N}{\frac {1}{n^{s}}}\!\,}
nimajo ničel, ko je realni del s večji od 1, potem velja:
{\displaystyle T(x)=\sum _{n=1}^{x}{\frac {\lambda (n)}{n}}\geq 0\!\,,}
kjer je λ(n) Liouvillova funkcija podana za (−1)r, če ima n r prafaktorjev. Pokazal je, da bi iz tega po vrsti izhajala pravilnost Riemannove domneve. Vendar je Haselgrove leta 1958 dokazal, da je T(x) negativna za neskončno mnogo x (in tudi ovrgel tesno povezano Pólyevo domnevo), Peter Borwein, Ferguson in Mossinghoff pa so leta 2008 pokazali, da je najmanjši takšen x enak 72 185 376 951 205. Spira je leta 1968 z numeričnim izračunom pokazal, da ima zgornja končna Dirichletova vrsta nad N = 19 ničlo z realnim delom večjim od 1. Turán je tudi pokazal, da bi iz nekoliko šibkejšega privzetka, neobstoj ničel z realnim delom večjim od {\displaystyle 1+N^{-1/2+\varepsilon }\,} za velike N v zgornji končni Dirichletovi vrsti, tudi izhajala Riemannova domneva. Vendar je Montgomery leta 1983 pokazal, da imajo za vse dovolj velike N te vrste ničle z realnim delom večjim od {\displaystyle 1+(\log \log N)/(4\log N)\,}. Tako je Turánov rezultat prazno pravilen in ga ni moč uporabiti za dokaz Riemannove domneve.

### Nekomutativna geometrija
Connes je leta 1999 in 2000 opisal povezavo med Riemannovo domnevo in nekomutativno geometrijo. Pokazal je, da bi iz ustreznega analogona Selbergove sledne formule za akcijo idelske razredne grupe na adelski razredni prostor izhajala Riemannova domneva. Nekaj od teh zamisli izčrpno navaja Lapidus.

### Hilbertovi prostori celih funkcij
De Branges je leta 1992 pokazal, da bi Riemannova domneva izhajala iz kriterija pozitivnosti na določenem Hilbertovem prostoru celih funkcij. Vendar sta Conrey in Li leta 2000 pokazala, da potrebni kriteriji pozitivnosti ne veljajo.

### Kvazikristali
Iz Riemannove domneve izhaja, da ničle funkcije ζ tvorijo kvazikristal, kar pomeni porazdelitev nezvezne opore, katere Fourierova transformacija ima tudi nezvezno oporo. Dyson je leta 2009 predlagal poskus dokaza Riemannove domneve s klasifikacijo, oziroma vsaj z raziskovanjem 1-razsežnih kvazikristalov, ki imajo dosti bogatejšo vsebino od na primer trirazsežnih. Nekateri menijo, da njegova definicija kvazikristalov ni ustrezna.

### Aritmetične funkcije ζ modelov eliptičnih krivulj številskih obsegov
Če se prestopi iz geometrične razsežnosti 1, na primer obsega algebrskih števil, na geometrično razsežnost 2, na primer model eliptične krivulje čez številski obseg, dvorazsežni del posplošene Riemannove domneve za aritmetično funkcijo ζ modela obravnava pole funkcije ζ. V razsežnosti 1 raziskovanje integrala ζ v tateovi disertaciji ne vodi do novih pomembnih informacij o Riemannovi domnevi. V nasprotju s tem, Fesenkovo delo v razsežnosti 2 o dvorazsežni posplošitvi Tateove disertacije vsebuje integralsko reprezentacijo integrala ζ, ki je tesno povezan s funkcijo ζ. V teh novih razmerah, ki v razsežnosti 1 niso možne, se lahko poli funkcije ζ raziskujejo prek integrala ζ in priključenih adelskih grup. Sorodna Fesenkova domneva iz leta 2010 o pozitivnosti četrtega odvoda mejne funkcije povezane z integralom ζ bistveno nakazuje polov del posplošene Riemannove domneve. Suzuki  je leta 2011 dokazal, da zadnje skupaj z nekaterimi tehničnimi privzetki nakazuje Fesenkovo domnevo.

### Mnogokratne funkcije ζ
Delignejev dokaz Riemannove domneve čez končne obsege je uporabil funkcije ζ produktov varietet, katerih ničle in poli odgovarjajo vsotam ničel in polov izvirne funkcije ζ, da bi se omejili realni deli ničel izvirne funkcije ζ. Po analogiji je Kurokava leta 1992 uvedel mnogokratne funkcije ζ, katerih ničle in poli odgovarjajo vsotam ničel in polov Riemannove funkcije ζ. Da bi vrsta konvergirala, je omejil vsote ničel ali polov z nenegativnim imaginarnim delom. Do sedaj znane meje ničel ali polov mnogokratnih funkcij ζ niso dovolj močne, da bi dale ocene za ničle Riemannove funkcije ζ.

## Značilnosti ničel in njihova lega

### Število ničel
Funkcijska enačba kombinirana z načelom argumenta nakazuje, da je število ničel funkcije ζ z imaginarnim delom med 0 in T dano z izrazom:
{\displaystyle N(T)={\frac {1}{\pi }}\mathop {\mathrm {Arg} } (\xi (s))={\frac {1}{\pi }}\mathop {\mathrm {Arg} } (\Gamma ({\tfrac {s}{2}})\pi ^{-{\frac {s}{2}}}\zeta (s)s(s-1)/2)\!\,}
za s=1/2+iT, kjer je argument definiran s stalnim spreminjanjem vzdolž premice  z Im(s)=T, z začetnim argumentom 0 v ∞+iT. To je vsota velikega, vendar dobro znanega člena:
{\displaystyle {\frac {1}{\pi }}\mathop {\mathrm {Arg} } (\Gamma ({\tfrac {s}{2}})\pi ^{-s/2}s(s-1)/2)={\frac {T}{2\pi }}\log {\frac {T}{2\pi }}-{\frac {T}{2\pi }}+7/8+{\mathcal {O}}(1/T)\!\,}
in manjšega, vendar skrivnostnega člena:
{\displaystyle S(T)={\frac {1}{\pi }}\mathop {\mathrm {Arg} } (\zeta (1/2+iT))={\mathcal {O}}(\log(T))\!\,.}
Tako je gostota ničel z imaginarnim delom blizu T približno enaka log(T)/2π, funkcija S pa opiše majhne odklone od tega. Funkcija S(t) skače po 1 v vsaki ničli funkcije ζ, in za t ≥ 8 monotono pada med ničlami z odvodom blizu −log t.
Karacuba je leta 1996 dokazal, da vsak interval (T, T+H] za {\displaystyle H\geq T^{{\frac {27}{82}}+\varepsilon }} vsebuje vsaj:
{\displaystyle H(\ln T)^{\frac {1}{3}}e^{-c{\sqrt {\ln \ln T}}}\!\,}
točk, kjer funkcija S(t) spremeni predznak.
Selberg je leta 1946 pokazal, da so povprečni momenti sodih potenc funkcije S dani z:
{\displaystyle \int _{0}^{T}|S(t)|^{2k}dt={\frac {(2k)!}{k!(2\pi )^{2k}}}T(\log \log T)^{k}+{\mathcal {O}}(T(\log \log T)^{k-1/2})\!\,.}
To nakazuje, da je S(T)/(log log T)1/2 podobno gaussovski slučajni spremenljivki s povprečjem 0 in varianco 2π2. To dejstvo je dokazal Ghosh leta 1983. Še posebej je |S(T)| po navadi približno okrog (log log T)1/2, občasno pa je veliko večja. Točna stopnja rasti S(T) ni znana. Ne obstaja brezpogojna izboljšava Riemannove izvirne meje S(T) = O(log T), čeprav iz Riemannove domneve izhaja rahlo manjša meja S(T) = O(log T/log log T). Prava stopnja velikosti je lahko malo manjša od tega, ker imajo slučajne funkcije z enako porazdelitvijo kot S(T) rast reda približno log(T)1/2. V drugi smeri ne more biti premajhna: Selberg je leta 1946 pokazal, da S(T) ≠ o((log T)1/3/(log log T)7/3), in s privzetkom pravilnosti Riemannove domneve je Montgomery pokazal, da S(T) ≠ o((log T)1/2/(log log T)1/2).
Numerični izračuni potrjujejo, da S raste zelo počasi: |S(T)| < 1 za T < 280, |S(T)| < 2 za T < 6 800 000, največja vrednost |S(T)| najdena do sedaj je veliko večja kot 3.
Iz Riemannove ocene S(T) = O(log T) izhaja, da so vrzeli med ničlami omejene. Littlewood je to malenkost izboljšal in pokazal, da vrzeli med njihovimi imaginarnimi deli težijo k 0.

### Hadamardov in La Vallée Poussinov izrek
Hadamard in La Vallée Poussin sta leta 1896 neodvisno dokazala, da nobena ničla ne more ležati na premici Re(s) = 1. Skupaj s funkcijsko enačbo in dejstvom, da ne obstaja nobena ničla z realnim delom večjim od 1, je to pokazalo, da morajo vse netrivialne ničle ležati v notranjosti kritičnega traku 0 < Re(s) < 1. To je bil odločilni korak v njihovih prvih dokazih praštevilskega izreka.
Oba izvirna dokaza, da funkcija ζ nima ničel z realnim delom enakim 1, sta podobna, in sta odvisna od razkritja, da, če se {\displaystyle \zeta (1+it)\,} izniči, potem je {\displaystyle \zeta (1+2it)\,} edina, kar ni možno. En način za to je z uporabo neenakosti:
{\displaystyle |\zeta (\sigma )^{3}\zeta (\sigma +it)^{4}\zeta (\sigma +2it)|\geq 1\!\,,}
za σ > 1, t realno število in iskanje limite, ko gre σ → 1. Ta neenakost sledi, če se vzame realni del logaritma Eulerjevega produkta:
{\displaystyle |\zeta (\sigma +it)|=\exp \Re \sum _{p^{n}}{\frac {p^{-n(\sigma +it)}}{n}}=\exp \sum _{p^{n}}{\frac {p^{-n\sigma }\cos(t\log p^{n})}{n}}\!\,,}
kjer vsota poteka po vseh praštevilskih potencah pn, tako da je:
{\displaystyle |\zeta (\sigma )^{3}\zeta (\sigma +it)^{4}\zeta (\sigma +2it)|=\exp \sum _{p^{n}}p^{-n\sigma }{\frac {3+4\cos(t\log p^{n})+\cos(2t\log p^{n})}{n}}\!\,,}
kar je vsaj enako  1, ker so vsi členi v vsoti pozitivni, zaradi neenakosti:
{\displaystyle 3+4\cos \theta +\cos(2\theta )=2(1+\cos(\theta ))^{2}\geq 0\!\,.}

### Območja brez ničel
La Vallée Poussin je med letoma 1899 in 1900 dokazal, da če je {\displaystyle \sigma +i\,t\,} ničla Riemannove funkcije ζ, potem velja 1 − σ ≥ ⁠C/log(t)⁠ za kakšno pozitivno konstanto C. Z drugimi besedami ničle ne morejo biti preblizu premici σ = 1: tam obstaja območje brez ničel blizu te premice. To območje brez ničel je več avtorjev povečalo z metodami, kot je na primer izrek Vinogradova o srednji vrednosti. Ford je leta 2002 podal različico z eksplicitnimi številskimi konstantami: {\displaystyle \zeta (\sigma +i\,t)\neq 0\,}, kadar je 
|t | ≥ 3 in:
{\displaystyle \sigma \geq 1-{\frac {1}{57.54(\log {|t|})^{2/3}(\log {\log {|t|}})^{1/3}}}\!\,.}

## Ničle na kritični premici
Hardy in Littlewood sta leta 1914 in 1921 pokazala, da obstaja neskončno mnogo ničel na kritični premici z upoštevanjem momentov določenih funkcij povezanih s funkcijo ζ. Selberg je leta 1942 dokazal, da vsaj (majhen) pozitiven delež ničel leži na premici. Levinson je leta 1974 izboljšal to na eno tretjino ničel s povezavo ničel funkcije ζ s tistimi iz odvoda. Conrey je leta 1989 to še izboljšal na dve petini ničel.
Večina ničel leži blizu kritične premice. Bohr in Landau sta leta 1914 točneje pokazala, da za vsak pozitiven ε, vse ničle, razen neskončno majhnega deleža ničel, leži znotraj razdalje ε od kritične premice. Ivić je leta 1985 dal več točnejših različic tega rezultata, in jih imenoval ocene z ničelno gostoto. Te omejujejo ničle v območjih z imaginarnim delom največ T in realnim delom vsaj 1/2 + ε.

### Hardy-Littlewoodove domneve
Hardy je leta 1914 dokazal, da ima {\displaystyle \zeta \left({\tfrac {1}{2}}+it\right)\,} neskončno mnogo realnih ničel.
Naj je N(T) celotno število realnih ničel, {\displaystyle N_{0}(T)\,} celotno število ničel lihega reda funkcije:
{\displaystyle \zeta \left({\tfrac {1}{2}}+it\right)\!\,,}
ki ležijo na intervalu (0, T].
Naslednji dve domnevi Hardyja  in Littlewooda o razdalji med realnimi ničlami funkcije {\displaystyle \zeta \left({\tfrac {1}{2}}+it\right)\,} in o gostoti ničel funkcije {\displaystyle \zeta \left({\tfrac {1}{2}}+it\right)\,} na intervalih (T, T+H] za dovolj velike T > 0, {\displaystyle H=T^{a+\varepsilon }\,} in z najmanjšo možno vrednostjo a > 0, kjer je ε > 0 poljubno majhno število, sta odprli nove smeri pri raziskovanju Riemannove funkcije ζ:
1. za poljubni ε > 0 obstaja takšen {\displaystyle T_{0}=T_{0}(\varepsilon )>0\,}, da za {\displaystyle T\geq T_{0}\,} in {\displaystyle H=T^{0,25+\varepsilon }\,} interval {\displaystyle (T,T+H]\,} vsebuje ničlo lihega reda funkcije {\displaystyle \zeta {\bigl (}{\tfrac {1}{2}}+it{\bigr )}\,}.
2. za poljubni ε > 0 obstajata takšna {\displaystyle T_{0}=T_{0}(\varepsilon )>0\,} in c = c(ε) > 0, da za {\displaystyle T\geq T_{0}\,} in {\displaystyle H=T^{0,5+\varepsilon }\,} velja neenakost {\displaystyle N_{0}(T+H)-N_{0}(T)\geq cH\,}.

### Selbergova domneva
Ta razdelek ni o Selbergovi domnevi o 1/4 ampak o Selbergovi domnevi o funkciji ζ.
Selberg je leta 1942 raziskal Hardy-Littlewoodov problem 2 in dokazal, da za poljubni {\displaystyle \varepsilon >0\,} obstajata takšna {\displaystyle T_{0}=T_{0}(\varepsilon )>0\,} in {\displaystyle c=c(\varepsilon )>0\,}, da bo za {\displaystyle T\geq T_{0}\,} in {\displaystyle H=T^{0,5+\varepsilon }\,} veljala neenakost {\displaystyle N(T+H)-N(T)\geq cH\log T\,}. Selberg je domneval, da se to lahko zoži na {\displaystyle H=T^{0,5}\,}. Karacuba je med letoma 1984 in 1985 dokazal, da za fiksni {\displaystyle \varepsilon \,}, za katerega velja pogoj {\displaystyle 0<\varepsilon <0,001\,}, dovolj veliki {\displaystyle Tq,} in {\displaystyle H=T^{a+\varepsilon }\,}, {\displaystyle a={\tfrac {27}{82}}={\tfrac {1}{3}}-{\tfrac {1}{246}}\,}, interval {\displaystyle (T,T+H)\,} vsebuje vsaj {\displaystyle cH\ln T\,} realnih ničel Riemannove funkcije {\displaystyle \zeta \left({\tfrac {1}{2}}+it\right)\,} in tako potrdil Selbergovo domnevo. Selbergove in Karacubove ocene se ne dajo izboljšati glede na stopnjo rasti, ko gre {\displaystyle T\to \infty \,}.
Karacuba je leta 1992 dokazal, da analogon Selbergove domneve velja za skoraj vse intervale {\displaystyle (T,T+H]\,}, {\displaystyle H=T^{\varepsilon }\,}, kjer je {\displaystyle \varepsilon \,} poljubno majhno fiksno pozitivno število. Karacubova metoda dovoljuje raziskavo ničel Riemannove funkcije ζ na »superkratkih« intervalih kritične premice, to je na intervalih {\displaystyle (T,T+H]\,}, dolžina {\displaystyle H\,}, ki se povečuje počasneje kot katerakoli, četudi poljubno majhna stopnja <maath>T\, </math>. Dokazal je še posebej, da za poljuno število {\displaystyle \varepsilon \,}, {\displaystyle \varepsilon _{1}\,}, za katerega veljajo pogoji {\displaystyle 0<\varepsilon ,\varepsilon _{1}<1\,}, skoraj vsi intervali {\displaystyle (T,T+H]\,} za {\displaystyle H\geq \exp {\{(\ln T)^{\varepsilon }\}}\,} vsebujejo vsaj {\displaystyle H(\ln T)^{1-\varepsilon _{1}}\,} ničel funkcije {\displaystyle \zeta \left({\tfrac {1}{2}}+it\right)\,}. Ta ocena je zelo blizu tisti, ki izhaja iz Riemannove domneve.

### Numerični izračuni
Funkcija:
{\displaystyle \pi ^{-{\frac {s}{2}}}\Gamma ({\tfrac {s}{2}})\zeta (s)\!\,}
ima enake ničle kot funkcija ζ na kritičnem traku, in je realna na kritični premici zradi funkcijske enačbe, tako da se lahko dokaže obstoj ničel točno na realni premici med dvema točkama z numeričnim preverjanjem, ali ima funkcija nasprotna predznaka v teh točkah. Po navadi se zapiše:
{\displaystyle \zeta ({\tfrac {1}{2}}+it)=Z(t)e^{-i\theta (t)}\!\,}
kjer sta Hardyjeva funkcija Z in Riemann-Sieglova funkcija θ posebno definirani s tem in s pogojem, da sta gladki realni funkciji z vrednostjo {\displaystyle \theta (0)=0\,}. Z iskanjem več intervalov, kjer funkcija Z spremeni predznak, se lahko pokaže, da obstaja mnogo ničel na kritični premici. Da se preveri Riemannova domneva do danega imaginarnega dela {\displaystyle T\,} ničel, je treba preveriti tudi, da ne obstajajo druge ničle zunaj premice v tem območju. To se lahko doseže z računanjem celotnega števila ničel v območju in s preverjanjem, ali je enako kot število ničel najdenih na premici. Na ta način se lahko preveri Riemannova domneva do poljubne vrednosti {\displaystyle T\,} (s tem, da se zagotovi, da so vse ničle funkcije ζ v tem območju enostavne in na kritični premici).
Nekateri izračuni ničel funkcije ζ so navedeni v spodnji razpredelnici. Do sedaj vse preverjene ničle ležijo na kritični premici in so enostavne. Za razpredelnice ničel glej delo Haselrovea in Millerja ali delo Odlyzka.
| leto  | število ničel                                              | avtor |
| ----- | ---------------------------------------------------------- | --- |
| 1859? | 3                                                          | B. Riemann je uporabil Riemann-Sieglovo formulo (neobjavljeno, vendar navedeno v Siglovem delu). |
| 1903  | 15                                                         | J. P. Gram je uporabil Euler-Maclaurinovo vsoto in odkril Gramov zakon. Pokazal je, da vseh 10 ničel z imaginarnim delom največ 50 leži na kritični premici z realnim delom enakim 1/2 z računanjem vsote inverza 10-ih potenc korenov, ki jih je našel. |
| 1914  | 79 (γn ≤ 200)                                              | R. J. Backlund je uvedel boljšo metodo za preverjanje vseh ničel do dane točke ali ležijo na premici z raziskovanjem argumenta S(T) funkcije ζ. |
| 1925  | 138 (γn ≤ 300)                                             | J. I. Hutchinson je našel prvo neskladje z Gramovim zakonom, v Gramovi točki g126. |
| 1935  | 195                                                        | E. C. Titchmarsh je uporabil nedavno ponovno odkrito Riemann-Sieglovo formulo, ki je veliko hitrejša od Euler-Maclaurinove vsote. Potrebno je približno O(T3/2+ε) korakov za preverbo ničel z imaginarnim delom manjšim od T, Euler-Maclaurinova metoda pa zahteva približno O(T2+ε) korakov. |
| 1936  | 1041                                                       | E. C. Titchmarsh in L. J. Comrie sta bila zadnja, ki sta iskala ničle na roke. |
| 1953  | 1104                                                       | A. M. Turing je našel učinkovitejši način preverjanja, da so vse ničle do neke točke upoštevane z ničlami na premici, tako da se preveri ali ima funkcija Z pravilni predznak v več zaporednih Gramovih točkah in z uporabo dejstva, da je srednja vrednost S(T) enaka 0. To ne zahteva skoraj nobenega dodatnega dela, ker je predznak funkcije Z v Gramovih točkah že znan iz iskanja ničel. Ta metoda se običajno še vedno uporablja. To je bila prva raba digitalnega računalnika za izračun ničel. |
| 1956  | 15 000                                                     | D. H. Lehmer je odkril nekaj primerov, kjer ima funkcija ζ ničle, ki ležijo »komaj« na premici: dve ničli funkcije ζ sta tako blizu skupaj, da je izredno težko najti spremembo predznaka med njima. To se imenuje »Lehmerjev par« in se prvič pojavi pri ničlah z imaginarnima deloma 7005,063 in 7005,101, ki se razlikujeta le za 0,04, medtem ko je povprečna vrzel med drugimi ničlami blizu te točke približno enaka 1.                                                                           |
| 1956  | 25 000                                                     | D. H. Lehmer |
| 1958  | 35 337                                                     | N. A. Meller |
| 1966  | 250 000                                                    | R. S. Lehman |
| 1968  | 3 500 000                                                  | Rosser, Yohe in Schoenfeld so navedli Rosserjevo pravilo (opisano spodaj). |
| 1977  | 40 000 000                                                 | R. P. Brent |
| 1979  | 81 000 001                                                 | R. P. Brent |
| 1982  | 200 000 001                                                | R. P. Brent, J. van de Lune, H. J. J. te Riele, D. T. Winter |
| 1983  | 300 000 001                                                | J. van de Lune, H. J. J. te Riele |
| 1986  | 1 500 000 001                                              | J. van de Lune, H. J. J. te Riele in D. T. Winter so podali nekaj statističnih podatkov o ničlah in izdelali več grafov funkcije Z na mestih kjer se neobičajno obnaša. |
| 1987  | nekaj z veliko višino (~1012)                              | A. M. Odlyzko je izračunal majhno število ničel z veliko večjo višino, približno 1012, do visoke točnosti za preverbo Montgomeryjeve domneve o parni korelaciji. |
| 1992  | nekaj z veliko višino (~1020)                              | A. M. Odlyzko je izračunal 175 milijonov ničel z višinami približno 1020 in nekaj z višinami približno 2×1020, in podal obširno razpravo o rezultatih. |
| 1998  | 10000 z veliko višino (~1021)                              | A. M. Odlyzko je izračunal nekaj ničel z višino približno 1021 |
| 2001  | 10 000 000 000                                             | J. van de Lune (neobjavljeno) |
| 2004  | 900 000 000 000                                            | S. Wedeniwski (distribuirano računanje ZetaGrid) |
| 2004  | 10 000 000 000 000 in nekaj z velikimi višinami (do ~1024) | X. Gourdon in Patrick Demichel sta uporabila Odlyzko-Schönhageov algoritem. Preverila sta tudi dve milijardi ničel z višinami približno 1013, 1014, ... , 1024. |

### Gramove točke
Gramova točka je točka na kritični premici 1/2 + it, kjer je funkcija ζ realna in neničelna. S pomočjo izraza za funkcijo ζ na kritični premici ζ(1/2 + it) = Z(t)e − iθ(t), kjer je Hardyjeva funkcija Z realna za realni t, θ pa je Riemann-Sieglova funkcija θ, se vidi, da je funkcija ζ realna, ko je sin(θ(t)) = 0. Iz tega izhaja, da je θ(t) celoštevilski mnogokratnik števila π, kar omogoča, da se lega Gramovih točk izračuna dokaj preprosto z inverzom formule za θ. Po navadi so označene z gn za n = 0, 1, ..., kjer je gn edina rešitev θ(t) = nπ.
Gram je opazil, da je bila med dvema Gramovima točkama pogosto točno ena ničla funkcije ζ. Hutchinson je poimenoval to opažanje Gramov zakon. Obstaja več drugih tesno povezanih izjav, ki se včasih tudi imenujejo Gramov zakon, na primer: 
- (−1)nZ(gn) je po navadi pozitiven, ali
- funkcija Z(t) ima po navadi nasprotni predznak v naslednjih Gramovih točkah.

Imaginarni deli γn prvih ničel (modro) in prvih nekaj Gramovih točk gn podaja naslednja razpredelnica
|       |       | g−1   | γ1     | g0     | γ2     | g1     | γ3     | g2     | γ4     | g3     | γ5     | g4     | γ6     | g5     |
| 0,000 | 3,436 | 9,667 | 14,135 | 17,846 | 21,022 | 23,170 | 25,011 | 27,670 | 30,425 | 31,718 | 32,935 | 35,467 | 37,586 | 38,999 |

Prvo neskladje Gramovega zakona se pojavi pri 127-i ničli in Gramovi točki g126, ki sta v »nepravilnem« vrstnem redu.
| g124    | γ126    | g125    | g126    | γ127    | γ128    | g127    | γ129    | g128    |
| 279,148 | 279,229 | 280,802 | 282,455 | 282,465 | 283,211 | 284,104 | 284,836 | 285,752 |

Gramova točka t je dobra, če je funkcija ζ pozitivna v 1/2 + it. Indeksi »slabih« Gramovih točk, kjer ima funkcija Z »napačni« predznak, so: 126, 134, 195, 211 ... (OEIS A114856). Gramov blok je interval omejen z dvema dobrima Gramovima točkama, tako da so vse Gramove točke med njimi slabe. Izboljšava Gramovega zakona, imenovana Rosserjevo pravilo pravi, da je v Gramovih blokih pogosto pričakovano število ničel (enako kot število Gramovih intervalov), četudi v katerem od posameznih Gramovih intervalov v bloku mogoče ni točno ene ničle. Interval omejen s točkama g125 in g127 je na primer Gramov blok, ki vsebuje edino slabo Gramovo točko g126, in vsebuje pričakovano število dveh ničel, čeprav v nobenem od njegovih dveh Gramovih intervalov ni posamezne ničle. Rosser je s sodelavci preveril izjeme v Rosserjevem pravilu v prvih treh milijonih ničel, čeprav obstaja neskončno mnogo izjem Rosserjevega pravila na celi funkciji ζ.
Gramov zakon in Rosserjevo pravilo oba pravita, da v nekem smislu ničle ne zaidejo predaleč od svojih pričakovanih leg. Razdaljo ničle od njene pričakovane lege podaja funkcija S definirana zgoraj. Ta raste izredno počasi: njena povprečna vrednost je reda (log log T)1/2 in doseže vrednost 2 šele za T približno 1024. To pomeni, da obe pravili veljata večino časa za majhne T, pogosto pa ne veljata. Trudgian je leta 2011 res pokazal, da Gramov zakon in Rosserjevo pravilo ne veljata v pozitivnem deležu primerov. Pričakuje se, da bosta v približno 73 % primerov posamezno ničlo obkrožali dve zaporedni Gramovi točki, v 14 % primerov nobena, v 13 % primerov pa sta sčasoma dve ničli v takšnem Gramovem intervalu.

## Argumenti za Riemannovo domnevo in proti njej
Matematični članki o Riemannovi domnevi so o njeni pravilnosti previdno zadržani. Od avtorjev, ki izrazijo mnenje, jih večina, kot na primer Riemann ali Bombieri nakaže, da pričakujejo (ali vsaj upajo), da je pravilna. Med avtorji, ki izražajo resnični dvom o njej, sta Ivić, ki navaja nekatere razloge za dvom, in Littlewood, ki naravnost navaja svoje prepričanje, da je nepravilna in, da zanjo ne obstaja noben dokaz in predstavljiv vzrok za pravilnost. Med avtorji, ki so dvomili o pravilnosti Riemannove domneve, je bil tudi Turing. V svojem članku je zapisal: »Naredili so se izračuni v optimističnem upanju, da bi se našla ničla zunaj kritične premice.« Turing je našel, da vse ničle do {\displaystyle t=1540\,} ležijo na kritični premici. Pregledni članki so si enotni, da je pokazateljev zanjo precej, vendar ne ogromno, tako da, medtem ko je verjetno pravilna, obstaja več upravičenih dvomov.
Nekatere argumente za (ali proti) Riemannovi domnevi so navedli Sarnak, Conrey in Ivić. Med njimi so naslednji razlogi:
- dokazali so že več analogonov Riemannove domneve. Deligneov dokaz za varietete čez končne obsege[59] je verjetno najmočnejši posamezen teoretični razlog v prid Riemannovi domnevi. To zagotavlja nekaj pokazateljev za splošnejšo domnevo, da za vse funkcije ζ, povezane z avtomorfnimi formami, velja Riemannova domneva, ki vsebuje klasično Riemannovo domnevo kot posebni primer. Podobno za Selbergove funkcije ζ velja analogon Riemannove domneve in so na nek način podobne Riemannovi funkciji ζ s funkcijsko enačbo in razvoj v neskončni produkt podoben razvoju v Eulerjev produkt. Obstaja pa nekaj večjih razlik: niso na primer podane s kakšno Dirichletovo vrsto. Riemannovo domnevo za Gossovo funkcijo ζ je dokazal Sheats.[66] Z razliko od teh pozitivnih primerov za nekatere Epsteinove funkcije ζ Riemannova domneva ne velja, četudi imajo neskončno število ničel na kritični premici.[19] Te funkcije so zelo podobne Riemannovi funkciji ζ, lahko se jih razvije s kakšno Dirichletovo vrsto in imajo funkcijsko enačbo, vendar tiste, za katere ne velja Riemannova domneva, nimajo Eulerjevega produkta in niso neposredno povezane z avtomorfnimi reprezentacijami.
- kot prvo se numerično preverjanje, da mnogo ničel leži na premici, zdi močan pokazatelj. Vendar je bilo v analitični teoriji števil veliko domnev, ki so jih podpirale velike količine numeričnih izračunov, pa so bile nepravilne. Glej Skewesovo število za značilni zgled, kje se prva izjema verjetni domnevi povezani z Riemannovo domnevo morda lahko pojavi pri približno številu 10316; protiprimer Riemannovi domnevi z imaginarnim delom takšne velikosti bi bil precej daleč proč od tega, kar se trenutno lahko izračuna z neposrednim pristopom. Problem je, ker na obnašanje velikokrat vplivajo zelo počasi naraščajoče funkcije, kot je npr. log log T, in težijo k neskončnosti, vendar zelo počasi, kar je nemogoče zaznati z računanjem. Takšne funkcije se pojavljajo v teoriji funkcij ζ in od njih je odvisno obnašanje njihovih ničel. Zgornja funkcija S(T) ima na primer povprečno velikost (log log T)1/2. Kot vrednost funkcije S(T) naraste vsaj za 2 v kakšnem protiprimeru Riemannove domneve, bi bilo pričakovati, da se bodo protiprimeri Riemannove domneve začeli pojavljati le kadar vrednost funkcije S(T) postane velika. Njena vrednost ni skoraj nikoli dosti večja od 3, kakor kažejo dosedanji izračuni, vendar je znano, da je neomejena, kar nakazuje, da izračuni še niso dosegli območja značilnega obnašanja funkcije ζ.
- Denjoyev verjetnostni argument za Riemannovo domnevo[15] temelji na opažanju, da, če je μ(x) naključno zaporedje števil »1« in »−1«, potem so za vsak ε > 0 delne vsote:

{\displaystyle M(x)=\sum _{n\leq x}\mu (n)\!\,}
(vrednosti, ki so lege v enostavnem naključnem sprehodu) omejene z:
{\displaystyle M(x)={\mathcal {O}}(x^{1/2+\varepsilon })}
z verjetnostjo enako 1. Riemannova domneva je enakovredna tej meji za Möbiusovo funkcijo μ in Mertensovo funkcijo M, ki sta izpeljani iz nje na enak način. IZ drugimi besedami je v nekem smislu Riemannova domneva enakovredna izjavi, da se μ(x) obnaša kot naključno zaporedje metanja kovancev. Kadar je μ(x) neničelna, njen predznak da parnost števila prafaktorjev x, in tako Riemannova domneva neformalno pravi, da se parnost števila prafaktorjev celega števila obnaša naključno. Takšni verjetnostni argumenti v teoriji števil velikokrat dajo pravilen odgovor, vendar jih je težko strogo definirati, včasih pa dajo tudi nepravilen odgovor za kakšne rezultate, kot na primer za Maierjev izrek.
- Odlyzkovi izračuni[64] kažejo, da se ničle funkcije ζ obnašajo zelo podobno kot lastne vrednosti slučajne hermitske matrike, kar nakazuje, da so lastne vrednosti kakšnega sebiadjungiranega operatorja, od koder bi lahko izhajala pravilnost Riemannove domneve. Vsi poskusi najti takšen operator pa so do sedaj spodleteli.
- obstaja več izrekov, kot je na primer Goldbachova šibka domneva za dovolj velika liha števila, ki so bili najprej dokazani s privzetkom o pravilnosti posplošene Riemannove domneve, kasneje pa so se pokazali, da so pravilni brezpogojno. To se lahko obravnava kot šibek pokazatelj za pravilnost posplošene Riemannove domneve, saj se je več njenih »predvidenj« izkazalo za pravilne.
- Lehmerjev par,[115] kjer sta dve ničli včasih zelo blizu skupaj, je včasih dan kot razlog za nepravilnost Riemannove domneve. Vendar se to pričakuje, da se to slučajno pojavi le občasno četudi bi bila Riemannova domneva pravilna. Odlyzkovi izračuni nakazujejo, da se bližnji pari ničel pojavljajo ravno tako pogosto kot napoveduje Montgomeryjeva domneva o parni korelaciji. Ni znano ali obstaja neskončno mnogo Lehmerjevih parov.
- Patterson[16] predlaga, da je najbolj brezpogojen razlog za Riemannovo domnevo za večino matematikov upanje, da so praštevila porazdeljena enakomerno kot je mogoče.